# Friedrich von Hausegger
Friedrich von Hausegger, född den 26 april 1837 i Sankt Andrä, död den 23 februari 1899 i Graz, var en österrikisk musikskriftställare. Han var far till Siegmund von Hausegger.
Hausegger blev 1872 docent i musikhistoria och musikteori vid universitetet i Graz. Hausegger skrev Musik als Ausdruck (1885), Richard Wagner und Schopenhauer (2:a upplagan 1892), Von Jenseits der Künstlers (1893), Die Anfänge der Harmonie, Gedanken eines Schauenden (samlade uppsatser utgivna av sonen Siegmund von Hausegger) med flera verk.